# Política de Uma China

A Política de Uma China na prática:
República Popular da China (RPC, China).
República da China (RC, Taiwan).
Países que somente reconhecem a RPC.
Países que somente reconhecem a RC.
Países que reconhecem a RPC e mantém relações informais com a RC.

A Política de uma China (ou Política de uma China única) é o princípio segundo o qual existiria apenas uma China e que a China Popular, o Tibete, Hong Kong, Macau, Xinjiang e a China Nacional (Taiwan) são, todos, parte daquela China. Todos os países que desejem manter relações diplomáticas com a República Popular da China (RPC) são obrigados a reconhecer este princípio. O reconhecimento de que existe apenas uma China (embora sua definição não a limite à RPC) também é um pré-requisito estabelecido pela RPC para negociar com o governo da República da China (Taiwan).
Esta política também é conhecida como política de "Uma China - Dois Governos", que deixa explícito o princípio de que haveria apenas uma China, mas atualmente governada por dois sistemas diferentes.